# Meris patula
Meris patula är en fjärilsart som beskrevs av Frederick H. Rindge 1981. Meris patula ingår i släktet Meris och familjen mätare. Inga underarter finns listade i Catalogue of Life.